# Constantin Botez
Constantin Botez (n. 1854 – d. 1909) a fost un medic chirurg român, profesor la Facultatea de Medicină din Iași, fiind unul dintre întemeietorii școlii chirurgicale din Iași.
A fost primul care a descris o malformație craniofacială pe care mai târziu, în 1969, Gorlin⁠(en)[traduceți] și Sedano au denumit-o „displazie fronto-metafizară”. A promovat antisepsia și a studiat anevrismele arteriale temporale, hematoamele și  fracturile craniului. A fost medicul lui Mihai Eminescu.

## Lucrări publicate
- Tumorile regiunii temporale, Iași, 1885
- Fractura de bază de craniu, Buletinul Societății de Medici și Naturaliști din Iași, 1889.
- Hidroencefalocel congenital frontonazal, Buletinul Societății de Medici și Naturaliști din Iași, 1890
- Encefalocelul nazal, Buletinul Societății de Medici și Naturaliști din Iași, 1891

## Legături externe
- Dr. Richard CONSTANTINESCU, Istoria neurochirurgiei ieșene Arhivat în 19 aprilie 2014, la Wayback Machine., în Viața Medicală, 7 martie 2014